# Semoy Hackett
Semoy Kee-Ann Hackett  (* 27. November 1988 in Lambeau, Tobago) ist eine Sprinterin aus Trinidad und Tobago.

## Karriere
Erste internationale Erfahrungen sammele Semoy Hackett bei den CARIFTA-Games 2004 in Hamilton, bei denen sie im 100-Meter-Lauf in der ersten Runde ausschied und mit der trinidadisch-tobagischen 4-mal-100-Meter-Staffel in 47,79 s die Bronzemedaille gewann. Anschließend gewann sie auch bei den Zentralamerika- und Karibikjuniorenmeisterschaften (CAC) in Coatzacoalcos über 100 Bronze und siegte in 46,08 s mit der Staffel. Im Jahr darauf nahm sie im 200-Meter-Lauf an den Jugendweltmeisterschaften in Marrakesch teil und schied dort in 24,26 s im Halbfinale aus. 2006 gewann sie bei den CARIFTA-Games in Les Abymes in 11,68 s die Bronzemedaille über 100 Meter, wie auch in 45,72 s mit der Staffel. Anschließend gewann sie bei den CAC-Juniorenmeisterschaften in Port of Spain über 100 und 200 Meter, wie auch mit der Staffel jeweils die Bronzemedaille. Bei den CAC-Spielen in Cartagena schied sie in den beiden Einzeldisziplinen jeweils im Vorlauf aus. Daraufhin nahm sie an den Juniorenweltmeisterschaften in Peking teil, kam aber auch dort in beiden Bewerben nicht in eine zweite Runde. 2007 wurde sie bei den CARIFTA-Games in Providenciales jeweils Fünfte über 100 und 200 Meter und wurde bei den Panamerikanischen Juniorenmeisterschaften in São Paulo in 23,82 s Sechste im 200-Meter-Lauf, während sie über 100 Meter mit 11,95 s in der ersten Runde ausschied.
2008 schied sie bei den CAC-Meisterschaften in Cali über 100 Meter in der ersten Runde aus, siegte aber mit der Staffel in 43,43 s. Zudem qualifizierte sie sich erstmals für die Olympischen Spiele in Peking, bei denen sie über 100-Meter mit 11,46 s im Viertelfinale und in der 4-mal-100-Meter-Staffel im Vorlauf ausschied. 2009 gewann sie bei den CAC-Meisterschaften in Havanna in 11,35 s Silber über 100 Meter und schied über 200 Meter im Vorlauf aus. Bei den Weltmeisterschaften in Berlin erreichte sie über 100 Meter das Halbfinale, in dem sie mit 11,45 s ausschied, und kam mit der Stafette aus Trinidad und Tobago in 43,43 s auf den siebten Platz. 2010 wurde sie bei den U23-NACAC-Meisterschaften in Miramar in 11,33 s Vierte. 2011 gelang ihr bei den CAC-Meisterschaften in Mayagüez ein Doppelsieg über 100 Meter und in der 4-mal-100-Meter-Staffel. Ihre Resultate bei den Weltmeisterschaften in Daegu, wo sie über 100 Meter bis ins Halbfinale vordrang und dort und in der Staffel den vierten Platz belegte, wurden annulliert, weil sie kurz zuvor am 13. August bei den Landesmeisterschaften positiv auf Methylhexanamin getestet wurde. Wegen dieses Verstoßes gegen die Dopingbestimmungen wurde sie für sechs Monate gesperrt. 2012 erfolgte eine weitere Dopingsperre für zwei Jahre und vier Monate wegen eines positiven Tests auf die gleiche Substanz bei den NCAA-Meisterschaften am 9. Juni. Diesmal wurden ihre Ergebnisse bei den Olympischen Spielen in London annulliert: Über 200 m hatte sie den achten Platz belegte, über 100 m das Halbfinale erreicht, und im Finale der 4-mal-100-Meter-Staffel mit dem Quartett aus Trinidad und Tobago nicht das Ziel erreicht.
2015 wurde sie bei den Panamerikanischen Spielen in Toronto in 11,16 S Achte über 100 Meter und schied mit der Staffel in der ersten Runde aus. Zudem gewann sie bei den NACAC-Meisterschaften in San José mit neuem Landesrekord von 22,51 s die Silbermedaille hinter der US-Amerikanerin Kyra Jefferson. Sie qualifizierte sich auch für die Weltmeisterschaften in Peking, bei denen sie über 100- und 200 Meter jeweils im Halbfinale ausschied und im Staffelbewerb in der Besetzung Kelly-Ann Baptiste, Michelle-Lee Ahye, Reyare Thomas und Hackett in 42,03 s die Bronzemedaille hinter Jamaika und den Vereinigten Staaten gewann. 2016 nahm sie erneut an den Olympischen Spielen in Rio de Janeiro teil und gelangte auch dort über 100- und 200 Meter bis in das Halbfinale, in dem sie mit 11,20 s bzw. 22,94 s ausschied. Mit der Staffel belegte sie in 42,12 s den fünften Platz. Bei den IAAF World Relays 2017 auf den Bahamas wurde sie mit der 4-mal-200-Meter-Staffel in 1:32,63 min Vierte und kam mit der 4-mal-100-Meter-Staffel nicht ins Ziel. Über 200 Meter qualifizierte sie sich erneut für die Leichtathletik-Weltmeisterschaften in London, bei denen sie mit 23,54 s im Halbfinale ausschied. Mit der Staffel klassierte sie sich in 42,62 s auf dem sechsten Platz.
2018 erfolgte die erste Teilnahme an den Commonwealth Games im australischen Gold Coast, bei denen sie über 200 Meter in 23,16 s den siebten Platz belegte und mit der 4-mal-100-Meter-Staffel in 43,50 s Fünfte wurde. Anfang August gewann sie bei den Zentralamerika- und Karibikspielen in Barranquilla in 22,95 s bzw. 43,61 s jeweils die Silbermedaille. Anschließend wurde sie bei den NACAC-Meisterschaften in Toronto in 23,27 s Fünfte.
2009 und 2018 wurde Hackett Trinidadisch-tobagische Meisterin im 200-Meter-Lauf sowie 2011 auch mit der 4-mal-100-Meter-Staffel. Andere Titel wurden wegen ihrer Dopingverstöße aberkannt. Sie absolvierte ein Studium der Sozialwissenschaften an der Louisiana State University in Baton Rouge.

## Persönliche Bestzeiten
- 100 Meter: 11,07 s (+1,0 m/s), 25. Juni 2016 in Port of Spain
  - 60 Meter (Halle): 7,22 s, 11. März 2011 in College Station
- 200 Meter: 22,51 s (1,3 m/s), 9. August 2015 in San José
  - 200 Meter (Halle): 22,84 s, 27. Februar 2011 in Fayetteville